# Norry

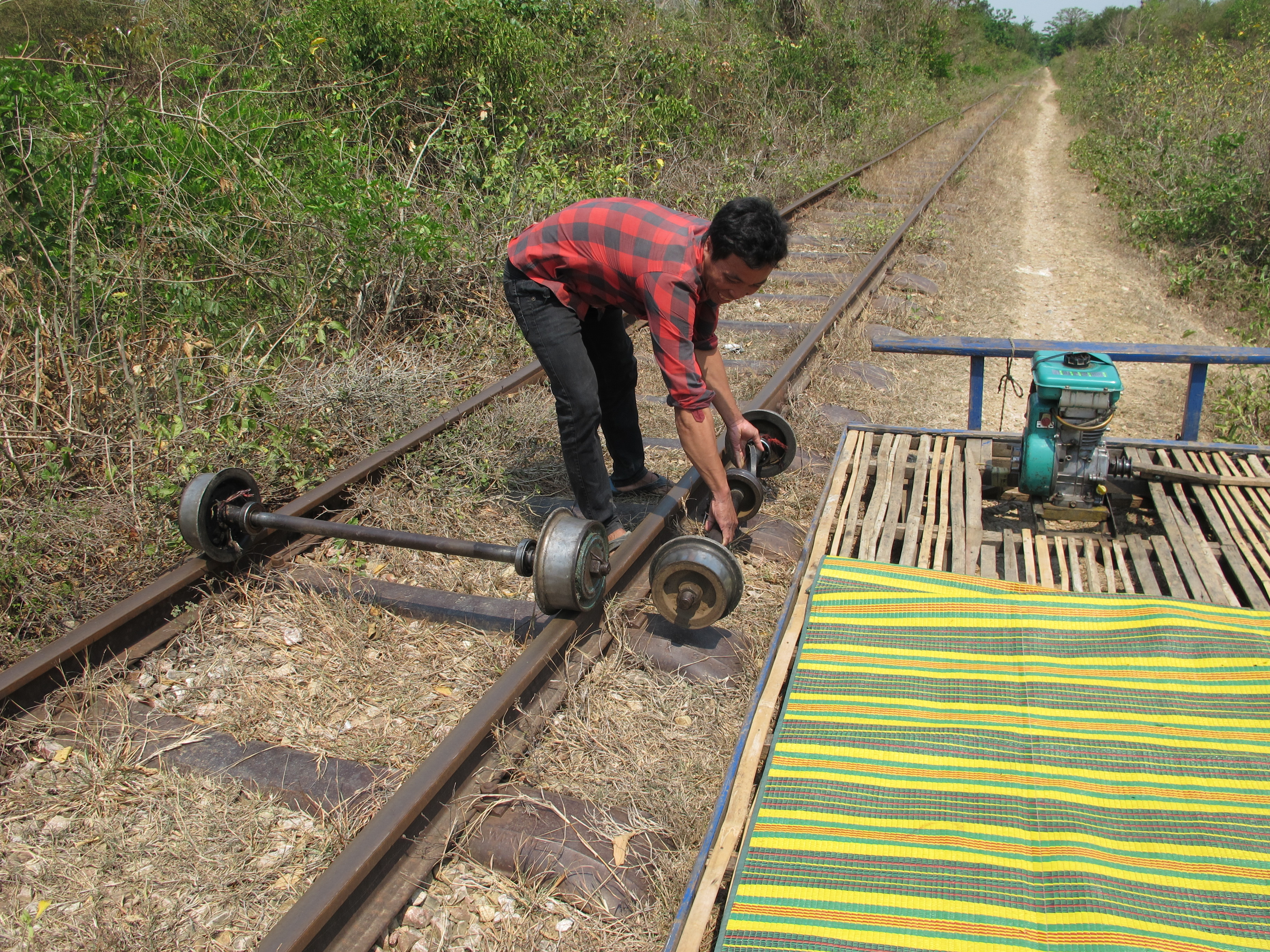
Ein Bambuszug in der Nähe von Battambang wird auseinandergebaut und von den Gleisen genommen, um einem entgegenkommenden Bambuszug Platz zu machen

Die Schienentaxis mit dem Namen Norry waren ein improvisiertes Transportmittel in Kambodscha besonders im Gebiet um Battambang. Für Touristen wurden Norrys als „Bambuszug“ („bamboo train“) angepriesen, dessen Betrieb von der lokalen Touristenpolizei organisiert und überwacht wurde. In den 1980er Jahren wurde das erste, aus Holz gefertigte Eigenbau-Schienentaxi auf der ramponierten, ehemaligen Kolonialtrasse (Nordbahn) von Bauern eingesetzt, die sich als Fahrer der Norrys einen Teil ihres Lebensunterhaltes verdienten. Die Schienentaxis ähnelten Draisinen mit einer Ladefläche von etwa 3,5 mal 2 Metern auf einem zweiachsigen Metallgestell, angetrieben von einem 6-PS-Benzinmotor.
Die Schienentaxis waren notwendig, um in abgelegenen Regionen Menschen und Lasten zu transportieren. Es existierte sogar ein Fahrplan und Vorfahrtsregeln, zuvor wurde immer dann gefahren, wenn das Schienentaxi ausgelastet war. Wenn sich zwei Norries auf der eingleisigen Strecke begegneten, wurde das leichtere der beiden abgeladen und von der Schiene genommen. Auch ein Norry, das zwei hintereinander fahrenden begegnete, wurde von der Schiene genommen. Auf Teilen der Strecke musste auch das Norry zurück zum nächsten Bahnhof fahren, das geringer vom jeweiligen Bahnhof entfernt war. Anfangs verkehrten außer den Schienentaxis auf den Gleisen noch vereinzelt Güterzüge, später wurde der Zugverkehr eingestellt.
Im Herbst 2017 wurde der Norry-Betrieb eingestellt, da auf der Strecke Bauarbeiten für die Reaktivierung des regulären Zugverkehrs stattfanden. Seit 2018 wird auf vier Kilometern nahe Wat Banan eine touristische Museumsbahn betrieben.